# Safouk Al-Temyat
Safouk Al-Temyat (1º gennaio 1973) è un ex calciatore ed ex giocatore di calcio a 5 saudita.

## Carriera
Come massimo riconoscimento in carriera vanta la partecipazione al FIFA Futsal World Championship 1989 in cui la nazionale saudita è stata eliminata nel girone del primo turno comprendente Brasile, Ungheria e Spagna. La rete siglata il 6 gennaio contro la Spagna, vincitrice dell'incontro per 8-2, rende Al-Temyat il più giovane marcatore nella storia della rassegna iridata (16 anni e 5 giorni).